# 에시 에두잔
에시 에두잔(아칸어: Esi Edugyan, 1978년 ~ )은 캐나다의 소설가이다. 캘거리에서 태어났고 부모는 가나 출신 이민자이다. 2004년 《새뮤얼 타인의 두 번째 삶》으로 데뷔했고, 2011년에 1940년대 다인종 재즈 밴드를 다룬 소설 《혼혈 블루스》로 맨부커상 후보에 올랐으며 길러상(Giller Prize)을 수상했다.

## 생애
캘거리에서 나고 자랐다. 부모는 가나 출신 이민자로, 아버지는 경제분석가, 어머니는 간호사였다. 10대 때부터 글을 쓰기 시작했는데 고등학교 선생님이 재능을 알아보고 빅토리아 대학교의 창작 프로그램을 수강하도록 했다. 대학에서 현재의 남편인 작가 스티븐 프라이스를 만났다.
24세 때 첫 소설 《새뮤얼 타인의 두 번째 삶》을 썼고 호평을 받았다. 두 번째 소설을 쓰려고 했으나 출판사를 찾지 못해 곤란을 겪었다. 아이슬란드, 헝가리, 프랑스를 오가다가 독일 슈투트가르트에 정착해서 그곳의 이민자 문화를 습득하고 31세가 되어 두 번째 소설 《혼혈 블루스》를 썼다.

## 저작 목록
- 새뮤얼 타인의 두 번째 삶(The Second Life of Samuel Tyne, 2004)
- 혼혈 블루스(Half-Blood Blues, 2011)
- 타지에서 꿈꾸기: 가정을 관찰하기(Dreaming of Elsewhere: Observations on Home, 2014)
- 워싱턴 블랙(Washington Black, 2018)